# Perlefiskerne
Les pêcheurs de perles (Perlefiskerne) er en opera i tre akter af Georges Bizet til en libretto af Eugène Cormon og Michel Carré. Den blev uropført den 30. september 1863 på Théâtre Lyrique du Châtelet i Paris.
Værket er Bizets næstmest succesfulde opera – med Carmen som den mest populære. Den er bemærkelsesværdig for sin farverige og eksotiske orkestrering og for den store duet, Au fond du temple saint, der er en af de mest berømte operaduetter overhovedet.

## Roller
| Rolle                              | Stemmetype | Originalbesætning 30. september 1863 (Dirigent: Adolphe Deloffre) |
| ---------------------------------- | ---------- | ----------------------------------------------------------------- |
| Zurga, fisker                      | Baryton    | Jean-Vital Ismaël                                                 |
| Nadir, fisker                      | Tenor      | François Morini                                                   |
| Leyla, præstinde for Brahma        | Sopran     | Leontine de Maësen                                                |
| Nourabad, ypperstepræst for Brahma | Bas        | M. Guyat                                                          |

## Synopsis
Handlingen foregår på Ceylon. De lokale fiskere vælger Zurga som deres leder. Nadir vender tilbage til landsbyen, og han og Zurga husker, hvordan deres venskab engang var truet, da de begge forelskede sig i en ukendt præstinde. De sværger evigt venskab.
Præstinden Leila kommer for at bede for fiskernes sikkerhed, og Nadir genkender hende som den kvinde, han og Zurga var forelskede i. Om natten går han hen til hende, og de udtrykker deres kærlighed til hinanden, men bliver opdaget af ypperstepræsten Nourabad.
Da hun har brudt sit løfte om kyskhed, dømmes hun sammen med Nadir til døden. Zurga opdager, at Leila tidligere har reddet hans liv og sætter ild til landsbyen, for at give de to elskende mulighed for at undslippe. Zurga bliver dræbt på ordre fra ypperstepræsten, da han opdager det.

## Udvalgte arier og duetter
- "Au Fond du temple saint " (Nadir og Zurga, første)
- "Je crois entendre encore" (Nadir, første akt)
- "Comme autrefois" (Leyla)
- "L'orage s'est calmé" (Zurga, tredje akt)

## Optagelser
- 1953 – Pierrette Alarie, Léopold Simoneau, René Bianco, Xavier Dupraz – Choeurs Elisabeth Brasseur, Orchestre des Koncerter Lamoureux, Jean Fournet – Philips
- 1955 – Janine Micheau, Nicolai Gedda, Ernest Blanc, Jacques Mars – Choeur et Orchestre de l'Opéra-Comique, Pierre Dervaux – Angel
- 1960 – Janine Micheau, Nicolai Gedda, Ernest Blanc, Jacques Mars – Choeur et Orchestre de l'Opéra-Comique, Pierre Dervaux – EMI
- 1977 – Ileana Cotrubas, Alain Vanzo, Guillermo Sarabia, Roger Soyer – Choeur et Orchestre de l'Opéra de Paris, Georges Prêtre – EMI
- 1989 – Barbara Hendricks, John Aler, Gino Quilico, Jean-Philippe Courtis – Choeur et Orchestre du Capitole de Toulouse, Michel Plasson – EMI
- 1991 – Alessandra Ruffini, Giuseppe Morino, Bruno pratico, Eduardo Abumradi – Orchestra Internazionale d'Italia, Carlos Piantini – Nuova Era
- 2004 – Annick Massis, Yasu Nakajima, Luca Grassi, Luigi De Donato – Orchestre e Coro del Teatro La Fenice, Marcello Viotti – Dynamic

## Eksterne links
- Libretto
- The New York Times, "Grand Opera Season to Open with a Novelty", 12. november 1916. Artikel i New York Times forud for den amerikanske premiere på Les Pêcheurs de perles på The Metropolitan Opera
- The New York Times, "Gala Throng Hails Opening of Opera", 14. november 1916. Anmeldelse af den amerikanske premiere med Frieda Hempel (Leila), Enrico Caruso (Nadir), Giuseppe de Luca (Zurga), Leon Rothier (Nourabad), Giorgio Polacco (dirigent)